# 김기림
김기림(金起林, 1907년 4월 5일~2000년 1월 12일)은 한국의 시인이자 문학 평론가이다. 본명은 김인손(金仁孫, 아명(兒名)은 金寅孫)이며, 편석촌(片石村)이라는 아호를 사용하였다.

## 생애
함경북도 학성에서 출생하였다. 보성고등보통학교를 나온 후 일본의 니혼 대학 영문학과 중퇴를 거쳐 도호쿠 제국대학 영문학과를 학사 학위 취득하였다. 귀국하여 조선일보 학예부 기자를 지내면서 조선일보에 〈가거라 새로운 생활로〉를 발표하며 문단에 등단하였다. 또한 같은 신문에 평론 〈시의 기술 인식 현실 등 제문제〉를 발표하며 문학평론에도 뛰어들었다. 1933년 이상, 이효석, 조용만, 박태원 등과 함께 구인회를 결성하였고, 이때부터 본격적으로 시를 쓰기 시작하여 1936년에는 첫 시집 《기상도》를 발표하였다. 1942년 낙향하여 고향 근처 경성중학교(鏡成中學校)의 영어 교사로 부임했으며, 영어 과목이 폐지되자 수학을 가르쳤다. 당시 제자로 시인 김규동이 있다.
1945년 해방 후 조선문학가동맹에 가담하였으나, 다음 해 소련이 점령한 북한 지역으로부터 월남하여 1948년 대한민국 건국 즈음에 탈퇴하였다. 중앙대학교와 연세대학교 강사로 일하다 서울대학교 조교수가 되었고, 신문화 연구소를 설립하기도 하였다. 한국 전쟁 때 납북되었고, 이후 조선민주주의인민공화국에서 당뇨 합병증에 걸려 2000년 1월 12일 별세했다.
1990년 6월 9일에 동료 시인 김광균, 구상 등이 주도하여 모교인 보성고등학교에 김기림을 기린 시비를 세웠다.

## 문학 세계
T. S. 엘리엇에게서 영향받아 주지주의 이미지즘 시를 주로 썼다. 동시대 한국 모더니즘 시의 기교주의를 비판하며 내용과 형식이 조화를 이룬 '전체시'의 창작을 주장하였다. 그의 초기 시들은 자신의 이론에 지나치게 충실하여 파편화된 이미지들이 흩어져 있을 뿐 시적 구체성을 결여하고 있다는 비판을 받았으나, 그런 결점들은 찿복되었다. 평론 면에서는 영미 이미지즘과 주지주의를 도입하여 한국 시문학계의 한 전환이 되었다는 평가를 받고 있다.

## 시
- 바다와 나비
- 길
- 유리창

## 저서

### 시집
- 《기상도》(창문사, 1936)
- 《태양의 풍속》(학예사, 1939)
- 《바다와 나비》(신문화연구소, 1946)
- 《새노래》(아문각, 1948)

### 기타
- 이론서《문학개론》(신문화연구소, 1946)
- 시론집《시론》(백양당, 1947)
- 수필집《바다와 육체》(평범사, 1948)
- 번역서《과학개론》(을유문화사, 1948)
- 시론집《학원과 정치》(수도문화사, 1950) 유진호, 최호진, 이건호 공저.
- 시연구서《시의 이해》(을유문화사, 1950)
- 이론서《문장론신강》(민중서관, 1950)